# Kapisillit
Kapisillit és un assentament situat al municipi de Sermersooq, al sud-oest de Groenlàndia. El 2016 tenia una població 86 habitants. Kapisillit significa el salmó en groenlandès. El nom es refereix a la creença que l'únic lloc de fresa per al salmó a Groenlàndia és un riu prop de l'assentament.

## Geografia
Kapisillit es troba a 75 km al nord-est de Nuuk, a prop del cap del Kapisillit Kangerluaq, un dels fiords tributaris del fiord de 160 km de llargada Nuup Kangerlua, el fiord més llarg de la costa de Groenlàndia del mar de Labrador, i una dels més llargs de la zona habitada del país.

## Economia
La majoria dels habitants viuen de la caça, la pesca i el turisme. El poble té la seva pròpia escola, església i botiga de queviures.

### Transport
L'accés a Kapisillit es realitza en vaixell, encara que de vegades es fa servir l'helicòpter. No hi ha cap carretera que dugui a Kapisillit, tot i que hi ha plans de construir-ne una des de Nuuk.

## Població
La població de Kapisillit ha disminuït gairebé un terç en comparació amb la de l'any 2000, davallant notablement des d'aleshores.